# Corusi
Corusi (korúzi), tudi Carusa, je italijanska rodbina iz Furlanije, ki se je naselila v Ljubljani.
Člani rodbine Corusi so se naselili v Ljubljani v 2. polovici 16. stoletja ali v 1. pol. 17. stoletja. Med njimi so bili duhovniki, pravniki  in zdravniki. Zdravnik Franc Jožef je deloval v Ljubljani in sodeloval z J. V. Valvasorjem. Prav tako zdravnik Janez Gašpar Corusi je bil fizik kranjskih deželnih stanov in član ljubljanske Academiae Operosorum in Dizmove bratovščine (Societas unitorum).